# Marcello Crescenzi (1500–1552)
Marcello Crescenzi (ur. w 1500 w Rzymie, zm. 28 maja 1552 w Weronie) – włoski kardynał, wiceprotektor Polski w latach 1543–1547.

## Życiorys
Był synem Maria Crescenzi i Pantasilei Capodiferry. Był spokrewniony z kardynałami Pierem Paolem Crescenzi i Alessandrem Crescenzi. Studiował prawo cywilne i kanoniczne. Był audytorem Roty Rzymskiej w 1525 roku.
19 stycznia 1534 został biskupem Marsi. 2 czerwca 1542 roku został kreowany kardynałem prezbiterem, a 6 listopada tego samego roku nadano mu kościół tytularny S. Marcello. Od 5 maja 1546 roku pełnił rolę administratora archidiecezji Conza. Uczestniczył w konklawe w latach 1549-1550. Od 19 stycznia 1551 do 8 stycznia 1552 pełnił funkcję kamerlinga Kolegium Kardynałów. Był członkiem trybunału Rzymskiej Inkwizycji (od 15 listopada 1550) oraz kongregacji ds. reformy Kościoła (od 18 lutego 1551).
4 marca 1551 został mianowany legatem a latere na Sobór trydencki i przewodniczył jego obradom w latach 1551–1552 (sesje od jedenastej do szesnastej).
Zmarł w opactwie benedyktyńskim w Weronie, 28 maja 1552, podczas podróży powrotnej z Trydentu do Rzymu.